# Partidul Țărănesc Democrat din Bucovina
Partidul Țărănesc Democrat (în germană Demokratische Bauernpartei, în ucraineană Демократична селянська партія) a fost unul dintre cele câteva partide bucovinene din timpul monarhiei austro-ungare care susținea că reprezintă interesele românilor din regiune. Avea o agentă național-liberală, dar care cuprindea și populismul de stânga. Liderul partidului, Aurel Onciul, susținea că aspirațiile românești pot fi susținute doar într-un imperiu multietnic, motiv pentru care partidul a fost acuzat ca fiind duplicitar. Partidul a avut de asemenea și o aripă paramilitară, numită Arcași. 
În perioada 1902-1905, partidul s-a aliat și cu politicieni de alte etnii, printre care și ultranaționaliști și iredentiști ucraineni, devenind de asemenea un vag susținător al antisemitismului. 
La alegerile din 1911, partidul și-a afirmat loialitatea față de Imperiul Austro-Ungar și opoziția față de Regatul României, ceea ce i-a nemulțumit pe alegătorii români. 
În 1918, în cadrul Consiliul Imperial, Onciul a fost singurul deputat român care a susținut divizarea Bucovinei într-o parte ucraineană și o parte românească. Colaborarea sa cu Armata Ucraineană Galițiană a dus la dezamăgirea românilor din regiune, care au ajuns să-l disprețuiască pe Onciul. După Unirea Bucovinei cu România, din cauza problemelor pe care le avea Onciul cu autoritățile românești, Florea Lupu a ajuns președintele partidului, devenind un susținător al României Mari. Un an mai târziu, în 1919, partidul a fost absorbit de Partidul Democrat al Unirii, condus de istoricul Ion Nistor.